# Kazakhstània
Kazakhstània (kazakh: Qazaqstaniya) o bloc Kazakhstan, és una regió geològica de l'Àsia central que consta de l'àrea aproximadament centrada al llac Balkhash, al nord i a l'est del mar d'Aral, al sud del crató siberià i a l'oest del massís de l'Altai. La conca del Junggar a Xinjiang, República Popular de la Xina, també forma part de Kazakhstània, encara que de vegades es coneix com el bloc Junggar. Com que Kazakhstània es va fusionar durant l'Ordovicià superior com a part del cinturó orogènic de l'Àsia central, també se'ls coneix com a orogen kazakh. Aquestes estructures de terra es troben al que avui és Kazakhstan, al nord-est de l'Uzbekistan, al nord del Kirguizstan, al sud-oest de la Xina. Avui Kazakhstània està envoltada per tres grans continents antics: al nord-est la zona de cisalla de Gornostaev la separa de Sibèria amb la qual va xocar durant el Carbonífer; al nord-oest hi ha Bàltica, que es trobava al costat del terreny kazakh Turgai però lluny de Kazakhstània; al sud i a l'est hi havia Gondwana, que s'estenia des del pol sud fins a l'equador. No lluny de les terres kazakhes disperses hi havia la Xina del Sud, la Xina del Nord i Tarim, però no se sap com se situaven aquests blocs continentals amb relació a Gondwana.

## Evolució tectònica
Al Paleozoic inferior, les estructures de terra kazakhs estaven àmpliament distribuïdes al nord o al nord-est dels terrenys Manguistau, Karakum, Karakoram i Tarim. La localització, l'origen i les afinitats faunístiques d'aquests terrenys ha estat, però, objecte de dues hipòtesis en competència: una descrivia aquests terrenys com un enorme arc insular anomenat arc de Kipchak, l'altra com una sèrie de cinturons més o menys paral·lels. Les anàlisis de la fauna indiquen que algunes de les estructures de terra probablement es van originar a Gondwana més que a Bàltica o Sibèria. Una anàlisi de braquiòpodes de 2006 va indicar que les muntanyes Chu-Ili havien d'haver format una estructura de terra independent peri-gondwana a l'Ordovicià superior situat no lluny dels cratons del nord i del sud de la Xina.
Estudis més recents suggereixen que a l'Ordovicià superior les estructures de terra kazakhs van formar un arxipèlag compost per cúmuls d'arcs insulars i microcontinents centrats a l'equador. Les unitats clau d'aquest conjunt eren els terrenys Boshchekul (al nord del Kazakhstan), Chingiz-Tarbagatai (est del Kazakhstan) i Chu-Ilu (sud del Kazakhstan). El microcontinent Atashu-Zhamshi es trobava al marge sud-oest de l'arxipèlag. Uns quants terrenys probablement es van fusionar ja a l'Ordovicià mitjà, però és molt poc probable que Kazakhstania hagi format un sol continent abans del final del període.
Durant el Carbonífer i el Permià, Sibèria va xocar amb Kazakhstània per formar el Massís de l'Altai, més tard Bàltica va xocar en l'orogènia dels Urals, creant la base per a la major part de l'actual Euràsia.

## Importància comercial
Kazakhstània és principalment plana: només a l'est, prop de Kharagandí, hi ha muntanyes i aquestes només s'eleven a 1.565 metres a la serralada de Tarbagatay. Encara que la major part de Kazakhstània és àrida i pràcticament no flueix cap aigua de la regió als oceans, hi ha una gran pastura de bestiar boví, ovelles i camells a les praderies que cobreixen la major part de la regió actual. Kazakhstània estava massa seca per a una extensa glaciació durant el Quaternari. Kazakhstania conté fins a una quarta part de les reserves d'urani provades del món i també és una de les principals fonts mundials de plom, zinc i minerals d'antimoni. Al límit sud de la depressió de Turan hi ha grans dipòsits de gas natural.